# پیرگیاه زیبا
پیرگیاه زیبا (نام علمی: Senecio pulcher) نام یک گونه از سرده پیرگیاه است.